# بازیکن فصل لیگ برتر انگلستان
بازیکن فصل لیگ برتر انگلستان یک جایزهٔ سالانهٔ انجمن فوتبال است که به بهترین بازیکن منتخب لیگ برتر فوتبال انگلستان در پایان هر فصل اهدا می‌شود. برنده با ترکیبی از آراء اعضای «هیئت‌های مدیریت فوتبال، رسانه‌ها و هواداران»، انتخاب می‌شود و از طرف حامی مالی لیگ برتر انگلستان، در هفته دوم یا سوم ماه مه میلادی داده‌می‌شود. برای اهداف حمایت مالی، از سال ۱۹۹۴ تا ۲۰۰۱، این جایزه، بازیکن سال کارلینگ، از سال ۲۰۰۱ تا ۲۰۰۴، بازیکن فصل بارکلی‌کارد و از سال ۲۰۰۴ تا ۲۰۱۶، بازیکن فصل بارکلیز نام داشت و از فصل ۱۷–۲۰۱۶، بازیکن فصل ای‌ای اسپورتس نام دارد.
لیگ برتر فوتبال انگلستان در سال ۱۹۹۲ شکل گرفت؛ زمانی که اعضای لیگ دسته اول فوتبال انگلستان از لیگ فوتبال انصراف دادند. این باشگاه‌ها یک اتحادیهٔ مستقل تجاری جدید را ایجاد کردند که مذاکرات مربوط به حق پخش و حامی مالی را خودش انجام می‌دهد. لیگ تازه تأسیس هیچ حامی مالی برای فصل افتتاحیه نداشت تا زمانی که با «کارلینگ» به توافق چهار ساله به ارزش ۱۲ میلیون پوند، برای فصل بعد رسید. در همان فصل، کارلینگ جوایز جداگانه‌ای را برای بازیکنان از جمله کفش طلا معرفی کرد. با این حال، جوایز بازیکن ماه و بازیکن فصل اولین بار در فصل ۹۵–۱۹۹۴ اهدا شد. نخستین بازیکنی که عنوان «بازیکن فصل لیگ برتر» را به‌دست‌آورد، آلن شیرر مهاجم بلکبرن روورز بود که در آن فصل به همراه این تیم به قهرمانی لیگ برتر رسید و همچنین جایزهٔ کفش طلا را برد.
تیری آنری، کریستیانو رونالدو، نمانیا ویدیچ، کوین دی بروینه و محمد صلاح، تنها بازیکنانی هستند که توانستند بیش از یک‌بار برندهٔ این جایزه شوند که رونالدو در دو فصل متوالی (۲۰۰۸ و ۲۰۰۷)، این جایزه را برد. هشت بازیکن جایزهٔ «کفش طلا» لیگ برتر و برترین بازیکن فصل را با هم کسب‌کرده‌اند. چهار نفر از این افراد یعنی کوین فیلیپس، آنری، رونالدو و لوییس سوارز، برندهٔ کفش طلای اروپا در همان فصل نیز شده‌اند. دوازده بازیکن در همان فصلی که این جایزه را کسب‌کرده‌اند، با باشگاه‌های خود به قهرمانی «لیگ برتر» نیز دست‌یافته‌اند که رونالدو و ویدیچ هر کدام دو بار با منچستر یونایتد موفق به کسب این قهرمانی شده‌اند. رونالدو تنها بازیکنی است که در یک سال برندهٔ بازیکن فصل لیگ برتر و همچنین بازیکن سال فوتبال جهان شد. وقتی این کار را در سال ۲۰۰۸ انجام داد، اولین بازیکن از لیگ برتر شد که برترین بازیکن فوتبال جهان می‌شود.

## برندگان

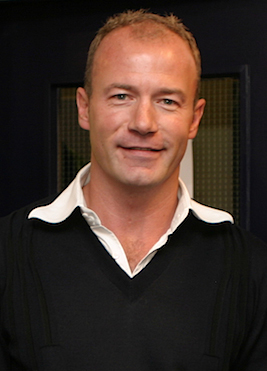
آلن شیرر نخستین برندهٔ عنوان بازیکن فصل لیگ برتر در سال ۱۹۹۵.

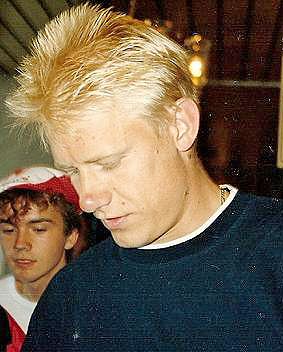
پیتر اشمایکل، برندهٔ سال ۱۹۹۶ و تنها دروازه‌بان برندهٔ این عنوان.

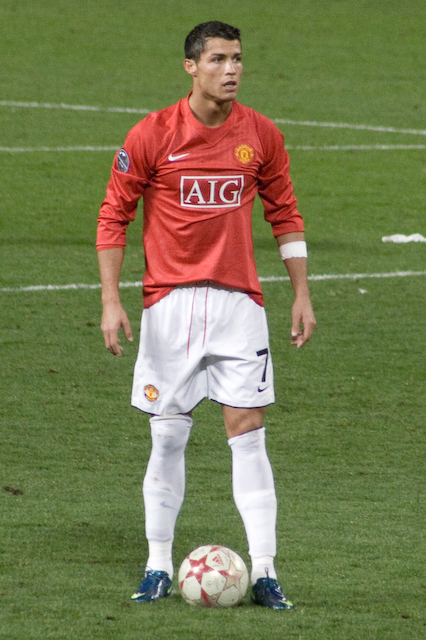
کریستیانو رونالدو، دریافت‌کنندهٔ جایزه در سال‌های ۲۰۰۷ و ۲۰۰۸ که جایزه دوم خود را در کنار بازیکن سال فوتبال جهان برنده‌شد.

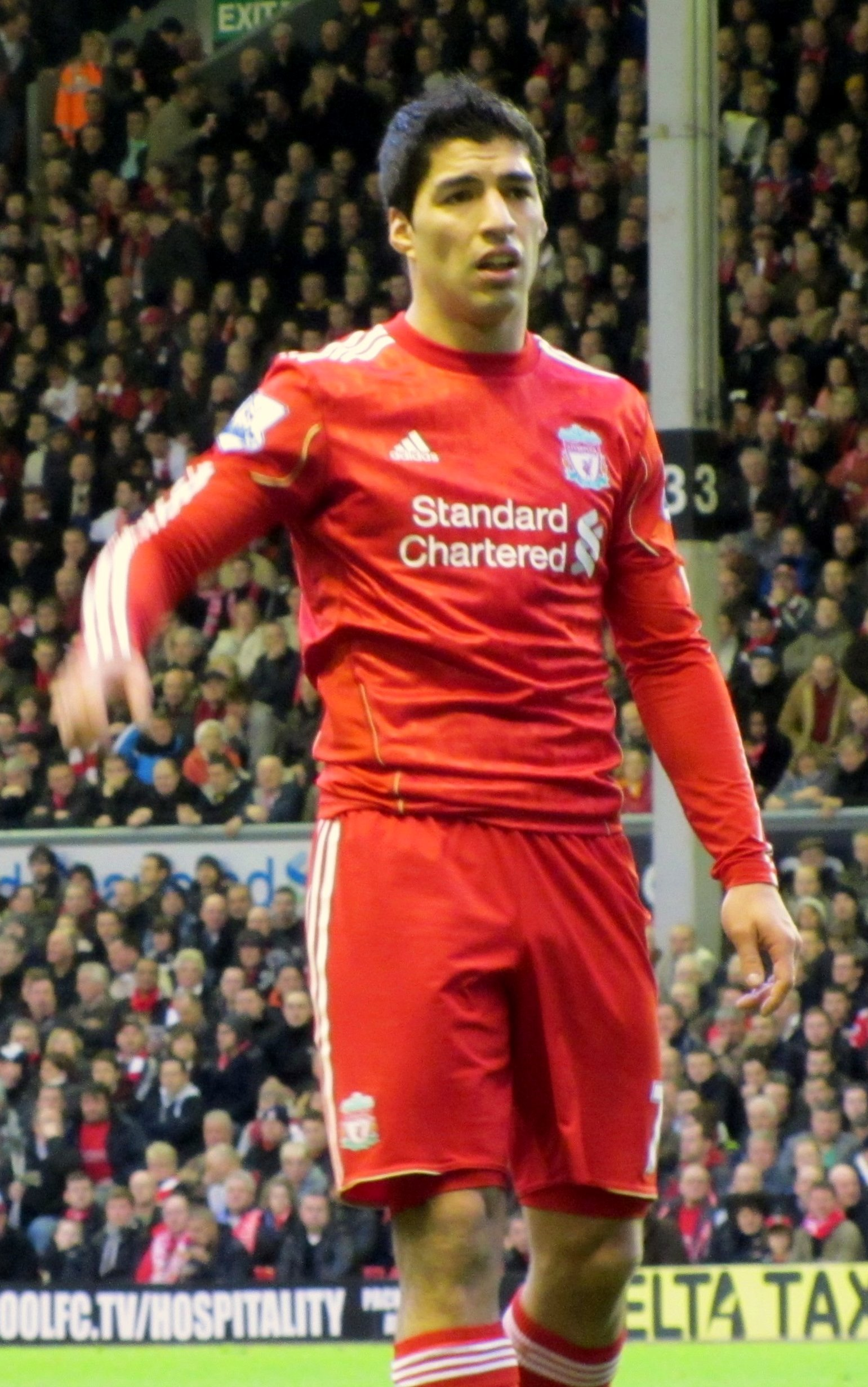
لوییس سوارز، دریافت‌کنندهٔ جایزه در سال ۲۰۱۴، یکی از چهار بازیکن مختلفی است که جایزه کفش طلای اروپا را در کنار جایزه بازیکن فصل لیگ برتر برده است.

| بازیکن (X)    | نام بازیکن و تعداد دفعاتی که بازیکن جایزه را دریافت کرده (اگر بیشتر از یکبار)                         |
| dagger        | نشان دهندهٔ این است بازیکن در همان فصل توانسته کفش طلای اروپا را هم کسب کند                            |
| double-dagger | نشان دهندهٔ این است بازیکن در همان فصل توانسته کفش طلای اروپا و بازیکن سال فوتبال جهان را هم کسب کند   |
| #             | نشان دهندهٔ این است بازیکن در همان فصل توانسته کفش طلای اروپا و بازیکن جوان فصل لیگ برتر را هم کسب کند |
| §             | نشان دهندهٔ این است که باشگاه در آن فصل قهرمان لیگ برتر فوتبال انگلستان شده است                        |

| فصل       | بازیکن                | پست       | ملیت              | باشگاه          | منبع(ها)      |
| --------- | --------------------- | --------- | ----------------- | --------------- | ------------- |
| ۹۵–۱۹۹۴   | آلن شیرر              | مهاجم     | انگلستان          | بلکبرن روورز§   | [ ۲۰ ]        |
| ۹۶–۱۹۹۵   | پیتر اشمایکل          | دروازه‌بان | دانمارک           | منچستر یونایتد§ | [ ۲۱ ]        |
| ۹۷–۱۹۹۶   | جونینو                | هافبک     | برزیل             | میدلزبرو        | [ ۲۲ ]        |
| ۹۸–۱۹۹۷   | مایکل اوون            | مهاجم     | انگلستان          | لیورپول         | [ ۲۳ ]        |
| ۹۹–۱۹۹۸   | دوایت یورک            | مهاجم     | ترینیداد و توباگو | منچستر یونایتد§ | [ ۲۴ ]        |
| ۲۰۰۰–۱۹۹۹ | کوین فیلیپس           | مهاجم     | انگلستان          | ساندرلند        | [ ۲۵ ]        |
| ۰۱–۲۰۰۰   | پاتریک ویرا           | هافبک     | فرانسه            | آرسنال          | [ ۲۶ ]        |
| ۰۲–۲۰۰۱   | فردریک لیونبرگ        | هافبک     | سوئد              | آرسنال§         | [ ۲۷ ]        |
| ۰۳–۲۰۰۲   | رود فن نیستلروی       | مهاجم     | هلند              | منچستر یونایتد§ | [ ۲۸ ] [ ۲۹ ] |
| ۰۴–۲۰۰۳   | تیری آنری             | مهاجم     | فرانسه            | آرسنال§         | [ ۳۰ ] [ ۳۱ ] |
| ۰۵–۲۰۰۴   | فرانک لمپارد          | هافبک     | انگلستان          | چلسی§           | [ ۳۲ ] [ ۳۳ ] |
| ۰۶–۲۰۰۵   | تیری آنری (۲)         | مهاجم     | فرانسه            | آرسنال          | [ ۳۴ ] [ ۳۵ ] |
| ۰۷–۲۰۰۶   | کریستیانو رونالدو     | هافبک     | پرتغال            | منچستر یونایتد§ | [ ۱ ]         |
| ۰۸–۲۰۰۷   | کریستیانو رونالدو (۲) | هافبک     | پرتغال            | منچستر یونایتد§ | [ ۱ ] [ ۱۹ ]  |
| ۰۹–۲۰۰۸   | نمانیا ویدیچ          | مدافع     | صربستان           | منچستر یونایتد§ | [ ۳۶ ]        |
| ۱۰–۲۰۰۹   | وین رونی              | مهاجم     | انگلستان          | منچستر یونایتد  | [ ۳۷ ]        |
| ۱۱–۲۰۱۰   | نمانیا ویدیچ (۲)      | مدافع     | صربستان           | منچستر یونایتد§ | [ ۳۸ ]        |
| ۱۲–۲۰۱۱   | وینسنت کمپانی         | مدافع     | بلژیک             | منچستر سیتی§    | [ ۳۹ ]        |
| ۱۳–۲۰۱۲   | گرت بیل               | هافبک     | ولز               | تاتنهام هاتسپر  | [ ۴۰ ]        |
| ۱۴–۲۰۱۳   | لوییس سوارز           | مهاجم     | اروگوئه           | لیورپول         | [ ۴۱ ]        |
| ۱۵–۲۰۱۴   | ادن آزار              | هافبک     | بلژیک             | چلسی§           | [ ۴ ]         |
| ۱۶–۲۰۱۵   | جیمی واردی            | مهاجم     | انگلستان          | لستر سیتی§      | [ ۴۲ ]        |
| ۱۷–۲۰۱۶   | انگولو کانته          | هافبک     | فرانسه            | چلسی§           | [ ۴۳ ]        |
| ۱۸–۲۰۱۷   | محمد صلاح             | مهاجم     | مصر               | لیورپول         | [ ۴۴ ]        |
| ۱۹–۲۰۱۸   | ویرجیل فن دایک        | مدافع     | هلند              | لیورپول         | [ ۴۵ ]        |
| ۲۰–۲۰۱۹   | کوین دی بروینه        | هافبک     | بلژیک             | منچستر سیتی     | [ ۴۶ ]        |
| ۲۱–۲۰۲۰   | روبن دیاز             | مدافع     | پرتغال            | منچستر سیتی§    | [ ۴۷ ]        |
| ۲۲–۲۰۲۱   | کوین دی بروینه (۲)    | هافبک     | بلژیک             | منچستر سیتی§    | [ ۴۸ ]        |
| ۲۳–۲۰۲۲   | ارلینگ هالند#         | مهاجم     | نروژ              | منچستر سیتی§    | [ ۴۹ ]        |
| ۲۴–۲۰۲۳   | فیل فودن              | هافبک     | انگلستان          | منچستر سیتی§    | [ ۵۰ ]        |
| ۲۵–۲۰۲۴   | محمد صلاح (۲)         | مهاجم     | مصر               | لیورپول§        | [ ۵۱ ]        |

## جوایز برنده‌شده بر پایه ملیت
| کشور              | تعداد عنوان‌ها |
| ----------------- | ------------- |
| انگلستان          | ۷             |
| بلژیک             | ۴             |
| فرانسه            | ۴             |
| پرتغال            | ۳             |
| هلند              | ۲             |
| صربستان           | ۲             |
| مصر               | ۲             |
| برزیل             | ۱             |
| دانمارک           | ۱             |
| سوئد              | ۱             |
| ترینیداد و توباگو | ۱             |
| ولز               | ۱             |
| اروگوئه           | ۱             |
| نروژ              | ۱             |

## جوایز برنده‌شده بر پایه پست بازی
| پست       | تعداد عنوان‌ها |
| --------- | ------------- |
| مهاجم     | ۱۵            |
| هافبک     | ۱۰            |
| مدافع     | ۵             |
| دروازه‌بان | ۱             |

## جوایز برنده‌شده بر پایه باشگاه
| باشگاه         | تعداد عنوان‌ها |
| -------------- | ------------- |
| منچستر یونایتد | ۸             |
| منچستر سیتی    | ۶             |
| لیورپول        | ۵             |
| آرسنال         | ۴             |
| چلسی           | ۳             |
| بلکبرن         | ۱             |
| میدلزبورو      | ۱             |
| ساندرلند       | ۱             |
| تاتنهام        | ۱             |
| لستر سیتی      | ۱             |

## یادداشت
1. ↑   وبگاه لیگ برتر فوتبال انگلستان که در انتها آمده است، مرجع عمومی برای جستجوی بانک اطلاعاتی کلیه فوتبالیست‌هایی است که در این لیگ بازی کرده‌اند، می‌باشد که در آن می‌توانید پروفایل‌های هر برنده را پیدا کنید و پُست آن‌ها را تأیید کنید.